# Scott Hannan
Scott Hannan (Richmond, Britanska Kolumbija, Kanada, 23. siječnja 1979.) kanadski je profesionalni hokejaš na ledu koji igra na poziciji braniča. Trenutačno je član Colorado Avalanchea koji se natječe u NHL-u.

## Klupska karijera
Hannan karijeru započinje 1994. godine u WHL-u zaigravši prvo za Tacoma Rockets, a zatim sljedeće sezone za Kelowna Rockets. Tu pak provodi gotovo cijele četiri sezone upisavši 128 bodova u 233 utakmice u regularnom dijelu sezona. U tom razdoblju u četiri navrata igra i u doigravanju pri čemu je upisao 13 bodova u 25 utakmica. Na početku sezone 1998./99., a ujedno i posljednjoj sezoni u WHL-u, Hannan nakratko biva u San Jose Sharksima, a pri kraju iste te sezone prelazi u tadašnju Sharksovu AHL podružnicu Kentucky Thoroughblades.

### San Jose Sharks (1998. – 2007.)
Na draftu 1997. godine u 1. krugu kao 23. izbor odabrali su ga San Jose Sharks. 1998. godine potpisuje ugovor s klubom te započinje profesionalnu karijeru. Sezonu je dočekao u momčadi Sharksa odigravši prvih pet utakmica u NHL-u, a zatim se vratio u Kelowna Rockets. Krajem te sezone prelazi u Kentucky Thoroughblades za koje odigrava tek dvije utakmice u regularnom dijelu sezone, ali zato upisuje dvanaest nastupa u doigravanju. U sezoni 1999./00. pola vremena provodi sa Sharksima u NHL-u, odnosno, s Thoroughbladesima u AHL-u. Nakon toga postaje stalni član prve momčadi Sharksa te u šest sezona redovno nastupa u NHL-u. Dodatnu pozornost na svoje igre privlači u doigravanju iste sezone kad u polufinalu Zapadne konferencije Sharski pobjeđuju Colorado Avalanche, a najviše zahvaljujući upravo Hannanu koji je uspješno umrtvio igru Avalancheovog centra Petera Forsberga. Svoju 500. utakmicu u NHL odigrao je 18. ožujka 2007. godine, pred sam kraj sezone 2006./07., opet protiv Avalanchea. I upravo je Avalanche sljedeće Hannanovo odredište. 

### Colorado Avalanche (2007. – danas)
1. srpnja 2007. godine prelazi u Colorado kao slobodan igrač potpisavši četverogodišnji ugovor vrijedan 18 milijuna dolara. Odmah zauzima svoje mjesto u momčadi te odigrava gotove sve utakmice u sezonama. U momčadi obnaša i dužnost jednog od zamjenika kapetana Adama Footea.

## Reprezentacijska karijera
U dva navrata igra za reprezentaciju Kanade. Prve nastupe u nacionalnom dresu upisuje 2004. godine na Svjetskom kupu održanom u Torontu. Kanada osvaja zlato na tom natjecanju, pobijedivši Finsku u finalu s 3 : 2. Sljedeće nastupe upisuje 2005. godine na Svjetskom prvenstvu održanom u Beču i Innsbrucku. Kanada osvaja srebro na natjecanju, izgubivši u finalu od Češke s 3 : 0.

## Statistika karijere
Bilješka: OU = odigrane utakmice, G = gol, A = asistencija, Bod = bodovi, KM = kaznene minute

### Klub
| 1994./95.       | Tacoma Rockets          | WHL             | 2   | 0  | 0   | 0   | 0   | —  | — | —  | —  | —  |
| 1995./96.       | Kelowna Rockets         | WHL             | 69  | 4  | 5   | 9   | 76  | 6  | 0 | 1  | 1  | 4  |
| 1996./97.       | Kelowna Rockets         | WHL             | 70  | 17 | 26  | 43  | 101 | 6  | 0 | 0  | 0  | 8  |
| 1997./98.       | Kelowna Rockets         | WHL             | 47  | 10 | 30  | 40  | 70  | 7  | 2 | 7  | 9  | 14 |
| 1998./99.       | Kelowna Rockets         | WHL             | 47  | 15 | 30  | 45  | 92  | 6  | 1 | 2  | 3  | 14 |
| 1998./99.       | Kentucky Thoroughblades | AHL             | 2   | 0  | 0   | 0   | 2   | 12 | 0 | 2  | 2  | 10 |
| 1998./99.       | San Jose Sharks         | NHL             | 5   | 0  | 2   | 2   | 6   | —  | — | —  | —  | —  |
| 1999./00.       | Kentucky Thoroughblades | AHL             | 41  | 5  | 12  | 17  | 40  | —  | — | —  | —  | —  |
| 1999./00.       | San Jose Sharks         | NHL             | 30  | 1  | 2   | 3   | 10  | 1  | 0 | 1  | 1  | 0  |
| 2000./01.       | San Jose Sharks         | NHL             | 75  | 3  | 14  | 17  | 51  | 6  | 0 | 1  | 1  | 6  |
| 2001./02.       | San Jose Sharks         | NHL             | 75  | 2  | 12  | 14  | 57  | 12 | 0 | 2  | 2  | 12 |
| 2002./03.       | San Jose Sharks         | NHL             | 81  | 3  | 19  | 22  | 61  | —  | — | —  | —  | —  |
| 2003./04.       | San Jose Sharks         | NHL             | 82  | 6  | 15  | 21  | 48  | 17 | 1 | 5  | 6  | 22 |
| 2005./06.       | San Jose Sharks         | NHL             | 81  | 6  | 18  | 24  | 58  | 11 | 0 | 1  | 1  | 6  |
| 2006./07.       | San Jose Sharks         | NHL             | 79  | 4  | 20  | 24  | 38  | 11 | 0 | 2  | 2  | 33 |
| 2007./08.       | Colorado Avalanche      | NHL             | 82  | 2  | 19  | 21  | 55  | 9  | 0 | 1  | 1  | 4  |
| 2008./09.       | Colorado Avalanche      | NHL             | 81  | 1  | 9   | 10  | 26  | —  | — | —  | —  | —  |
| Sveukupno - WHL | Sveukupno - WHL         | Sveukupno - WHL | 235 | 46 | 91  | 137 | 339 | 25 | 3 | 10 | 13 | 40 |
| Sveukupno - AHL | Sveukupno - AHL         | Sveukupno - AHL | 43  | 5  | 12  | 17  | 42  | 12 | 0 | 2  | 2  | 10 |
| Sveukupno - NHL | Sveukupno - NHL         | Sveukupno - NHL | 671 | 28 | 130 | 158 | 410 | 67 | 1 | 13 | 14 | 83 |

### Reprezentacija
| Godina              | Reprezentacija      | Natjecanje          |    | OU | G | A | Bod | KM |
| ------------------- | ------------------- | ------------------- | -- | -- | - | - | --- | -- |
| 2004.               | Kanada              | SK                  | 5  | 0  | 1 | 1 | 4   |    |
| 2005.               | Kanada              | SP                  | 9  | 0  | 0 | 0 | 8   |    |
| Sveukupno - Seniori | Sveukupno - Seniori | Sveukupno - Seniori | 14 | 0  | 1 | 1 | 12  |    |

## Vanjske poveznice
- Profil na NHL.com
- Profil na The Internet Hockey Database